# Muñequito de trapo (canción de Selena y los Dinos)
«Muñequito de Trapo» es la séptima pista del álbum de mismo nombre Muñequito de Trapo del grupo Selena y Los Dinos. Fue lanzada como el sencillo líder del álbum el 20 de febrero de 1987. Fue escrita por el compositor Juan H. Barrón y producida por Manny R. Guerra. El tema obtuvo una nominación en la categoría "Keyboard Single of the Year" en los Mike Chavez Awards en 1987. En el Lado B de los viniles y casestes promocionales, se incluyó la canción "A Million to One", la cual se convertiría en el segundo sencillo más tarde.

## Créditos
| - Primera voz - Selena Quintanilla - Batería - Suzette Quintanilla - Bajo - A.B. Quintanilla III - Teclados - Ricky Vela - Guitarra - Roger García | - Productor - Manny R. Guerra - Grabación y mezcla - Amen Studios (San Antonio, Tx.) - Arreglos musicales - Selena y Los Dinos - Composición - Juan H. Barrón |